# Noddy Holder
Noddy Holder, född Neville John Holder den 15 juni 1946 i Walsall, West Midlands, är en brittisk sångare, gitarrist och låtskrivare, främst känd som frontfigur i rockgruppen Slade under 1970- och 1980-talen. Tillsammans med gruppens basist Jim Lea skrev han låtar som "Mama Weer All Crazee Now", "Gudbuy T'Jane", "Cum On Feel the Noize" och jullåten "Merry Xmas Everybody".
Holders kännetecken var hans raspiga röst, rutiga kläder, samt en specialdesignad hög hatt, med runda små speglar fästa på. Holder har sagt att det var en gammal kuskhatt som han köpte på en marknad av en ung och då okänd Freddie Mercury.
Noddy Holder lämnade Slade 1992. Han har sedan dess ägnat sin tid åt olika sysslor, bland annat medverkat i många TV-shower och TV-serier.
Han tilldelades 2007 en stjärna på Birmingham Walk of Stars.